# جولاب جامون
قُلاب جَامُن (بالأردية: گلاب جامن) أو جُلاب جامون عبارة عن حلوى مصنوعة من الحليب الصلب، نشأت في إيران في العصور الوسطى. ونوع من الحلويات، شائع في الهند ونيبال وباكستان وجزر المالديف (حيث يُعرف باسم قُلاب كي جانو) وبنغلاديش (حيث يُعرف باسم قُلاب جام)، وكذلك مِيَنمار. كما أنه شائع في الدول التي تضم أعدادًا كبيرة من الأشخاص ذوي التراث الجنوب آسيوي، مثل موريشيوس وفيجي وشبه جزيرة الملايو وبريطانيا العظمى وجنوب أفريقيا ودول الكاريبي في جامايكا وترينيداد وتوباغو وغيانا وسورينام. وهي مصنوعة بشكل رئيسي من مواد الحليب الصلب، تقليديًا من الخويا، وهو حليب مختزل إلى قوام عجينة طرية. تتطلب الوصفات الحديثة استخدام الحليب المجفف أو البودرة بدلاً من الخويا. غالبًا ما يتم تزيينه بالمكسرات المجففة مثل اللوز والكاجو لتعزيز النكهة. يحتفل الخامس والعشرون من مايو بيوم قُلاب جامُن العالمي.

## تحضير
في شبه القارة الهندية، يتم تحضير اللبن والجبن عن طريق تسخين الحليب على نار منخفضة لفترة طويلة حتى يتبخر محتوى الماء ويتبقى فقط مواد الحليب الصلبة. تُعجن جوامد الحليب هذه، المعروفة باسم خويا، في عجينة مع كمية صغيرة من الدقيق (ميدا). هناك الكثير من مسحوق القُلاب جَامُن الجاهز للخلط في السوق، والذي يُخلط مع الماء/الحليب لصنع العجين. ثم يتم تشكيل العجين على شكل كرات صغيرة وتقلى في الزيت أو السمن (زبدة مصفاة) على درجة حرارة منخفضة تبلغ حوالي 148 درجة مئوية حتى تحصل على لونها البني الذهبي المألوف. تُنقع الكرات المقلية بعد ذلك في شراب السكر الخفيف بنكهة الهيل الأخضر وماء الورد أو الكورا أو الزعفران. يتم تقديم هوت قُلاب جَامُن أيضًا مع بوظة الفانيليا أو كولفي.

## أصول
تم تحضير قُلاب جَامُن لأول مرة في إيران في العصور الوسطى وكان مشتقًا من الفطريات التي جلبها الغزاة الأتراك في آسيا الوسطى إلى الهند. تزعم نظرية أخرى أن الطاهي الشخصي للإمبراطور المغولي شاه جهان أعده بالصدفة.
كلمة «قُلاب» مشتقة من الكلمتين الفارسيتين گُل (زهرة) وآب (ماء)، في إشارة إلى القطر المعطر برائحة ماء الورد. «قُلاب» هي الكلمة الهندية للرياعة كمونية، وهي فاكهة هندية لها نفس الحجم والشكل، والمعروفة باسم البرقوق الأسود. يُعرف جَامُن أيضًا بأنه طعام شهي مقلي في شراب السكر. تشبه الحلوى العربية لقمة القاضي قُلاب جَامُن رغم أنها تستخدم خليطًا مختلفًا. وفقًا لمؤرخ الطهي مايكل كروندل، ربما اشتق كل من لقم القاضي وقُلاب جَامُن من طبق فارسي، حيث يعتبر شراب ماء الورد صلة مشتركة بين الاثنين.